# Бернрид (Нижняя Бавария)
Бернрид (нем. Bernried) — община в Германии, в Республике Бавария.
Община расположена в правительственном округе Нижняя Бавария в районе Деггендорф. Население составляет 4892 человека (на 31 декабря 2010 года). Занимает площадь 39,47 км².
Община подразделяется на 2 сельских округа.

## Население
По оценке на 31 декабря 2015 года население общины Бернрид составляет 4700 чел. 

| Дата      | 1840 | 1871 | 1900 | 1925 | 1939 | 1950 | 1961 | 1970 | 1987 | 2011 |
| --------- | ---- | ---- | ---- | ---- | ---- | ---- | ---- | ---- | ---- | ---- |
| Население | 2122 | 2308 | 2627 | 2723 | 2805 | 3529 | 2936 | 3370 | 4072 | 4769 |

| Год       | 1960 | 1970 | 1980 | 1990 | 2000 | 2009 | 2010 | 2011 | 2012 | 2013 | 2014 | 2015 |
| --------- | ---- | ---- | ---- | ---- | ---- | ---- | ---- | ---- | ---- | ---- | ---- | ---- |
| Население | 2910 | 3398 | 3697 | 4310 | 4910 | 4881 | 4892 | 4802 | 4738 | 4782 | 4697 | 4700 |